# شبكة شام
شبكة شام الإخبارية والمعروفة باسم «شام» هي منظمة إعلامية أسسها نشطاء سوريين في المراحل المبكرة جدًا من الثورة السورية. تقوم بنشر الأخبار عن أنشطة معارضي النظام داخل سوريا. والنظام السوري والفضائح التي يرتكبها النظام السوري والتنسيق بين ذلك لإيصاله إلى العالم الخارجي.

## شبكة شاميوتيوب
بدأت شبكة شام بنشر مقاطع الفيديو التي يصورها المتظاهرين على موقع التواصل الاجتماعي يوتيوب

## اعتماد القنوات الاخبارية
تعتمد عليها كل من قنوات قناة الجزيرة وقناة العربية وبي بي سي والمواقع الأخبارية في نقل الأحداث في سوريا وتعتبر مصدر رسمي للمعارضين السوريين.

## أقسام شبكة شام الإخبارية
يتم توزيع العمل في شبكة شام الإخبارية على عدة أقسام أهمها:

### القسم الإخباري
يعتبر القسم الإخباري القسم الأهم والأبرز في شبكة شام الإخبارية حيث يتم الاعتماد عليه في استقبال الأخبار من الناشطين ثم معاينة الخبر والتأكد من صحته من أكثر من مصدر مختلف وعبر مراسلين الشبكة ثم إعادة صياغة الخبر وإرساله عبر الإيميل إلى جميع الوكالات والقنوات الإعلامية ومن ثم نشره على مخصصات الشبكة في الإنترنت.

### قسم الفيديوهات
يتم توثيق ما يجري على الساحة السورية وإبرازه للمشاهد من خلال الموقع الرسمي للشبكة ومواقع التواصل الاجتماعي والقناة الخاصة بالشبكة على موقع اليوتيوب
يعمل الأعضاء في هذا القسم تحت معايير من أبرزها:
- التأكد من المادة التي تصل إلى الشبكة ومدى صحتها بالوقت والتاريخ.
- رصد ما يجري بداخل المادة من خلال كتابة محتوى الفيديو وتوضيحه للمشاهد.
- في ظل هذا العمل يتوجب على الكوادر العاملين في القسم أرسالة المادة إلى جميع الوكالات والقنوات الإعلامية ومن ثم العمل على نشره في مخصصات الشبكة ومن توثيق الفيديو للاحتفاظ به كمرجع.

### قسم الصور الفوتوغرافية
يجري في هذا القسم توثيق كل ما يحدث داخل الأراضي السورية عبر الصور الفوتوغرافية نظراً لما تحتاجه وسائل الإعلام المقروءة من مادة لإيضاح ما تكتبه عن الوضع السوري.
يعمل كوادر هذا القسم على جلب الصور من الداخل وإعادة فرز الصوَر حسب المناطق والتأكد من صحتها بالتاريخ ومكان الالتقاط ومن ثم إرسالها لوكالات الأنباء العالمية المتخصصة في الصور.
يقع على عاتق هذا الفريق إيفاد كل ناشط داخل الأراضي السورية بكيفية ممارسة هذه المهنة.

### قسم التقارير الإخبارية الكتابية
يتضمن عمل الكوادر في هذا القسم عمل تقارير كتابية خلال فترة زمنية معينة لا تتجاوز الساعة والنصف من خلال جميع الأخبار والأحداث الحاصلة ضمن الزمن المخصص وترتيبها في تقرير كتابي مدعوما ببعض أهم مواد الفيديو.
هدفا لسهولة الحصول على كافة الأخبار المهمة في ملخص من قبل القارئ
التسهيل للقنوات والوكالات الإعلامية في جلب الأخبار المهمة

### قسم التقارير التلفزيونية
يقع على عاتق هذا الفريق عمل تقارير مصورة صغيرة المدة الزمنية لجميع المناطق السورية لإيصال رسالة معينة عن حدث معين يتم عرضه على شاشات القنوات الإخبارية. بعمل أفلام وثائقية عن المناطق الثائرة في سوريا يخضع هذا الفريق على تدريب مستمر من مدرسين متخصصين في هذا العمل.

### قسم البث المباشر
يعمل الكوادر في هذا القسم على متابعة الإحداث الحاصلة في الداخل السوري من خلال مواقع البث المباشر ليتم عرضها على القنوات بشكل حي ومباشر لتوثيق ما يجري على مرأى الشعوب يقع على عاتق هذا الفريق إيجاد الوسيلة المناسبة للبث وحل الأخطاء التقنية التي يتعرض لها الناشطون في الداخل.

### قسم المراسلين الإعلاميين
يضم هذا القسم جميع مراسلين شبكة شام الإعلاميين باللغتين العربية والإنجليزية التي مهمتهم نقل ما يحصل في الداخل من أحداث عبر مداخلات حية على القنوات الإعلامية.
يخضع المراسلين إلى دورات تدريبية مستمرة لتحسين أدائهم الإعلامي.

### قسم اللغة الإنجليزية
الأعضاء العاملون في هذا القسم يتضمن عملهم في ترجمة كافة الأعمال في الأقسام السابقة وإرسالها إلى وسائل الإعلام الغربية ومن ثم نشرها على المواقع التي تخص الشبكة.

### المقر الرسمي للقناة
لا يوجد مقر رسمي معلوم إلا أن القنوات تعتمد على جلب الأخبار عن طريق الموقع اليوتيوب والفيسبوك والتي تعتمد عليها شبكة شام لبث الأخبار منها.